# Prosopocera ziczac
Prosopocera ziczac là một loài bọ cánh cứng trong họ Cerambycidae.